# 國立貝拉斯藝術博物館
國立貝拉斯藝術博物館（西班牙語：Museo Nacional de Bellas Artes）是一座位於阿根廷布宜諾斯艾利斯聖特爾莫區的美術館。該美術館是阿根廷最重要的公共藝術機構之一。館內保存擁有極其多樣化的遺產，包括12,000多件作品，如繪畫、雕塑、素描、版畫、紡織品和物品。它的藏品年代範圍則包括至前哥伦布时期、殖民時期、阿根廷和當代藝術。該博物館還收藏了包括戈雅、伦勃朗、梵高、羅丹、馬奈和夏加爾等藝術家的作品。
貝拉斯藝術博物館的部分藏品位於内乌肯的內烏肯國家美術博物館展出。

## 沿革

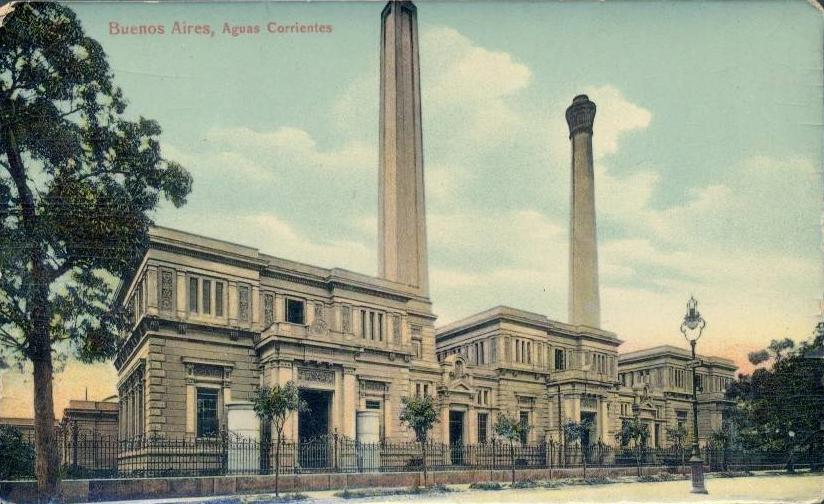
1900年仍在運轉中的舊雷科萊塔泵房影像，後則成為當前保留著藝術博物館廳舍所在地。

1895年，時任阿根廷總統何塞·埃瓦里斯托·乌里武魯下令創建阿根廷共和國的國家美術博物館，因此該博物館最初於同年12月25日位於佛羅里達街的太平洋畫廊成立，阿根廷藝術家、評論家和藝術史學家爱德华多·斯基亚菲诺則擔任博物館的第一任館長，博物館的存在則是藉由藏品，使阿根廷人能夠以當代歐洲和北美博物館為學習、認識藝術史，博物館收到的第一批捐贈是阿德里亚诺·罗西（Adriano Rossi）和何塞·普鲁登西奧·德·格里科的藏品。
為了擴充基金會的傳承及博物館藏物，1909年，博物館遷至位於聖馬丁廣場的阿根廷館，該建築曾在1889年世界博覽會作為展示館，後於布宜諾斯艾利斯重建。一年後，博物館成為百年國際博覽會的一部分以展示相關藝術作品。
1931年至1939年間，阿蒂利奥·恰波里擔任館長一職。同年，全國美術館之友協會成立，創立宗旨是促進地方藝術發展，增加館藏價值。在1932年拆除阿根廷館後，作為聖馬丁廣場改造的一部分，博物館於1940年轉移到現在的位置。其所在的新建築為建於1870年的舊雷科萊塔泵房，再經過建築師亚历杭德罗·布斯蒂略的重新設計後成為新的美術館廳舍所在地。
1955-64年，時任館長豪爾赫·羅梅羅·布雷斯特曾在任期內對於博物館在展示進行現代化改造。一個臨時展館於1961年開放，博物館通過與托爾夸托·迪泰拉基金會的合作獲得了大量現代藝術，當代阿根廷藝術展館後於1980年開放。該展廳是博物館目前使用的34個展廳中最大的展廳，展覽空間總計4,610平方公尺（49,622 平方英尺）。其永久收藏品共有688件主要作品和12,000多件素描、碎片、陶器和其他小作品。
貝拉斯藝術博物館還擁有一個專門的圖書館，總計150,000冊，以及一個公共禮堂。2004年，博物館委託建築師馬里奧·羅伯托·阿爾瓦雷斯在巴塔哥尼亞地區的內烏肯設計分館，該分館擁有四個展廳，總面積為2,500平方公尺（26,910平方英尺），永久收藏215件作品。

### 線上收藏
2013年11月起，博物館官方網站開通了館藏線上收藏網站，其中並設有高清圖片和阿根廷藝術學者撰寫，以西班牙文、英文和葡萄牙文閱覽的作品簡介。藏品則按照流派、時期、物品、風格和作者劃分。截至2014年底，網站共擁有作品12000餘件。

## 設施
博物館的底層設有24個展廳，展示了從中世紀到20世紀的精美國際繪畫作品，以及藝術史圖書館。一樓的八個展廳收藏了一些20世紀最重要的阿根廷畫家的畫作，包括安東尼奧·貝爾尼、埃內斯托·德拉卡爾科瓦、貝尼托·金克拉·馬丁、愛德華多·西沃里、莎拉·格里洛 、阿爾弗雷多·古特羅、拉克尔·福尔内和蘇爾·索拉爾、马塞洛·庞博和利诺·埃内亚·斯皮林贝戈等人。
二樓的兩個大廳於1984年竣工，並定期舉辦攝影展和兩個雕塑平台，該區域也是博物館機構的行政和技術部門所在地。

### 圖書館
貝拉斯圖書館為博物館的附屬設施，其主要用戶是不同層次的學生、教師、評論家和研究人員。自1895年以來，貝拉斯圖書館便開始編制自己的書目集，並以專攻視覺藝術為主題。從1942年開始，它成為一個公共圖書館向公眾開放。由於其館藏資料的豐富性和多樣性，它成為阿根廷最重要的藝術圖書館。

## 收藏
- Allegory of Fortune and Virtue、 彼得·保罗·鲁本斯、17世紀
- Portrait of Young Woman， 伦勃朗、1634年
- Landscape with the Ruins of the Abbey of Rijnsburg、阿尔伯特·克伊普、1645年
- Argentine naturalism, A Stop in the Countryside, 普里利迪亚诺·普埃雷东、1861年
- The Bridge of Argenteuil、克勞德·莫奈、1875年
- Portrait of Ernest Hoschedé and his daughter Martha、克洛德·莫內、1876年
- The Banks of the Seine、克勞德·莫奈、11880年
- 《蘇珊娜·瓦拉東的肖像（英语：Portrait of Suzanne Valadon (Toulouse-Lautrec)）》、亨利·德·土魯斯-羅特列克、1885年
- 《第一次哀悼（英语：The First Mourning）》、威廉·阿道夫·布格罗、1888年
- Interior view of Curuzú looked upstream, 坎迪多·洛佩斯（英语：Cándido López）、1891年
- The return of the malón, 安赫爾·德利亞·巴列（英语：Ángel_Della_Valle）, 1892年
- After the Battle of Curupaytí、坎迪多·洛佩斯、 1893年
- Without bread and without work, 埃內斯托·德拉卡爾科瓦（英语：Ernesto de la Cárcova）, 1894
- Dancers and Two Yellow Roses、埃德加·德加, 1898年
- Nocturnal, 马丁·马利亚罗（英语：Martín Malharro） 、1910年
- The Haystacks、马丁·马利亚罗、 1911年
- 弗朗茨·冯·施图克, 1912年

- 聖母瑪利亞的誕生，雅各布·科內利斯·范奧斯特薩嫩（英语：Jacob Cornelisz van Oostsanen），15世紀末或16世紀初
- Portrait of Margarita Gonzaga, 小弗朗斯‧波爾伯斯（英语：Frans Pourbus the Younger）、 1603年
- An astronomer, 胡塞佩·德·里貝拉, 1617–1652年
- Saint Francis in Meditation、弗朗西斯科·德·苏巴朗、1632年
- The Conquest of Mexico. Table VIII, 岡薩雷斯、 1696/1715年
- Master Cathcart and Dog、亨利·雷伯恩, 1810年
- Portrait of Manuelita Rosas, 普里迪亞諾·普雷登（英语：Prilidiano Pueyrredón）, 1851年
- 《驚訝的仙女（英语：La Nymphe surprise）》、愛德華·馬奈, 1861年
- 《風車磨坊、文森特·梵高, 1886–1887年
- The Maid's Awakening,  愛德華多·西沃里（英语：Eduardo Sívori）、 1887年
- The Presentation, 瓦倫丁·蒂邦·德·利比安（西班牙语：Thibon de Libian）, 1918年
- Annunciation, 阿爾弗雷多·古特羅（英语：Alfredo Guttero）、 1928年

## 外部連結
- 官方网站
- Asociación Amigos Museo Nacional de Bellas Artes （页面存档备份，存于） （西班牙語）
- Virtual tour of the Museo Nacional de Bellas Artes （页面存档备份，存于） provided by Google Arts & Culture